# Хренов, Максим Николаевич (серийный убийца)
Максим Николаевич Хренов (род. 11 февраля 1979, Иваново, Ивановская область, РСФСР, СССР) — российский серийный убийца и насильник, совершивший не менее 4 убийств девушек в период с 2010 по 2011 год на территории города Иваново. Тела двух своих жертв он после совершения убийств сжёг. В 2020 году Максим Хренов был приговорён к пожизненному лишению свободы. Известен под прозвищами «Ивановский изверг» и «Маньяк с канцелярским ножом». Максим Хренов был одним из подозреваемых по делу «Даниловского маньяка».

## Биография

### Ранние годы
О ранних годах жизни Максима Хренова известно крайне мало. Родился 11 февраля 1979 года в Иваново. Уже в подростковые годы Максим начал демонстрировать патологически повышенное половое влечение к девушкам и стал вести маргинальный образ жизни. В период с середины 1990-х по конец 2000-х годов Максим Хренов неоднократно подвергался уголовной ответственности и был несколько раз судим за совершение таких преступлений, как кража и изнасилование. В 2009 году Хренов получил условно-досрочное освобождение и вышел на свободу. В этот период он испытывал трудности с трудоустройством, после чего, обладая автомобилем «ВАЗ-2108», решил зарабатывать на жизнь частным извозом и совершил серию убийств. В начале 2010-х годов он освоил несколько специальностей в строительной сфере и женился. В браке супруга родила ему двух детей. После 2011 года Максим Хренов родственниками, знакомыми и коллегами по работе характеризовался крайне положительно. Он выглядел опрятно, не злоупотреблял алкогольными напитками, много работал и не был замечен в демонстрации девиантного поведения. 

### Убийства
В период с весны 2010 по лето 2011 года Максим Хренов совершил 4 доказанных убийства молодых женщин, сопряжённых с изнасилованиями и разбоем. Во всех совершённых преступлениях он продемонстрировал выраженный ему образ действия. Подрабатывая частным извозом, он предлагал незнакомым девушкам подвезти их. После того, как жертвы оказывались в машине, Хренов с целью усыпить бдительность девушек заводил с ними разговоры на отвлечённые темы, после чего обманным путём завозил их в лесистую местность, где под угрозой оружия требовал их отдать ему деньги и другие вещи, представляющие материальную ценность. Совершив ограбление, преступник подвергал своих жертв сексуальному насилию, после чего убивал. Ряд жертв он задушил с помощью электрического провода, а ряд других убил путём перерезания горла с помощью канцелярского ножа. 
Первое убийство Максим Хренов совершил весной 2010 года. Жертвой стала девушка 1978 года рождения, которая вернулась из Санкт-Петербурга в Иваново и собиралась навестить родителей, которые проживали на территории Комсомольского района. Посадив девушку в автомобиль, Хренов отвез её в лесистую местность недалеко от деревни Буньково, где изнасиловал и задушил электрическим проводом. На трупе жертвы были обнаружены биологические следы преступника и фрагмент его волоса, после чего был выделен генотип ДНК Максима Хренова, однако к его разоблачению это не привело.
Второе убийство Хренов совершил весной 2011 года. Жертвой стала 18-летняя девушка. Посадив её в свой автомобиль, он отвез её в лесистую местность недалеко от карьеров вдоль трассы «Иваново – Фурманов», где совершил на неё нападение, в ходе которого ограбил, изнасиловал и задушил с помощью электрического провода.
Спустя несколько месяцев, летом 2011 года Максим Хренов совершил двойное убийство. Посадив в салон своего автомобиля двух девушек 19 лет и 21 года, он отвёз их в лесистую местность в районе посёлка Железнодорожный на территории Ивановской области, где под угрозой оружия изнасиловал их, после чего перерезал им горло с помощью канцелярского ножа. Трупы убитых он поджёг, после чего захоронил останки в лесу недалеко от места совершения убийств. 

### Арест, следствие и суд
На месте совершения последнего двойного убийства следователи обнаружили автомобильный след. Результаты криминалистическо-трасологической экспертизы рисунка протектора шин установили, что убийца передвигался на автомобиле «ВАЗ-2108». Косвенным подтверждением этого стали свидетельства жителя посёлка Железнодорожный, который утверждал, что в день совершения убийств видел на территории лесополосы похожий на «ВАЗ-2108» автомобиль. В ходе просмотра записей камер видеонаблюдения, установленных на трассе, следователи зафиксировали многочисленные проезжающие по трассе автомобили, многие из них были марки «ВАЗ-2108», однако результата в деле разоблачения Хренова это не дало. В результате последующих криминалистических экспертиз, в том числе ДНК-экспертиз, было установлено, что все убийства совершил один и тот же человек, после чего они были объединены в серию, и к расследованию подключились эксперты Главного управления криминалистики СК России и сотрудники органов МВД РФ. Расследование велось в общей сложности более 7 лет. В ходе расследования было допрошено более 370 человек из числа родственников и знакомых девушек, жители близлежащих к местам совершения преступлений деревень и сёл. На причастность к совершению убийств были проверены водители рейсовых автобусов, водители-дальнобойщики, а также лица, ранее подвергавшиеся уголовной ответственности за совершение изнасилований и разбойных нападений. Более 150 различных экспертиз было проведено следствием в криминалистических лабораториях, расположенных в Москве, Ярославле и Иваново. 
В Главном управлении криминалистики СК России было проведено 43 ДНК-экспертизы в отношении более 5 тысяч человек. В 2018 году следователи допустили вероятность того, что ряд образцов крови и слюны, взятых ранее у лиц с криминальным прошлым, могли быть с дефектами, либо биологический материал мог испортиться ещё до начала исследования или со временем. В этот период Максим Хренов, как ранее судимый за совершение изнасилования, попал под внимание правоохранительных органов. Он был приглашён в отдел полиции, где у него были взяты свежие биологические образцы для проведения ДНК-экспертизы. Результаты экспертизы установили, что генотипический профиль, выделенный из ДНК серийного убийцы, совпадает с генотипическим профилем ДНК Максима Хренова, на основании чего он был арестован 24 октября 2018 года в городе Череповец, где он находился в командировке, работая маляром-штукатуром. В ходе допросов он полностью признал свою вину и дал ряд признательный показаний. Его показания были подтверждены записями с камер видеонаблюдения, установленных на городских трассах. Автомобиль Хренова был замечен на трассах в дни совершения убийств недалеко от мест, где были впоследствии обнаружены трупы убитых им девушек. Результаты биллинга его телефонных соединений также установили, что в дни совершения убийств он находился неподалёку от этих мест. Судебный процесс открылся в начале 2020 года и прошёл в закрытом режиме. На судебном процессе Максим Хренов неожиданно отказался от своих признательных показаний и заявил о своей непричастности, однако собранная следствием доказательственная база была признана исчерпывающей, вследствие чего Максим Хренов был признан виновным в совершении 4 убийств и 3 июля 2020 года получил в качестве уголовного наказания пожизненное лишение свободы с отбыванием первых 7 лет в тюрьме, а оставшегося срока — в исправительной колонии особого режима. В своём последнем слове он отказался извиниться перед родственниками своих жертв и заявил о своей невиновности.
После ареста Максим Хренов проверялся на причастность к преступлениям, которые совершил неустановленный «Даниловский маньяк». Однако доказательств его вины найдено не было. Истинный масштаб преступный деяний Максима Хренова так и остался неизвестным следствию. По версии правоохранительных органов, Максим Хренов может быть причастен к ряду совершений убийств в Череповце, где он был арестован в 2018 году, однако по состоянию на 2025 год связи Хренова с аналогичными преступлениями в Череповце выявлено не было.

## В массовой культуре
- Документальный фильм «Дело ивановского изверга» из цикла «Охота на маньяка» (2023)